# Diana Mezuliáníková
Diana Mezuliáníková (* 10. dubna 1992 Bruntál) je česká atletka, zaměřující se na běh na střední tratě.
Narodila se v Bruntále, ale potom se s rodinou přestěhovala do Kařezu u Rokycan. Studovala na Gymnáziu Rokycany a poté na Přírodovědecké Fakultě UK v Praze
Dříve závodila za Sokol SG Plzeň-Petřín, ale dnes závodí za PSK Olymp Praha.
Na Mistrovství ČR mužů a žen do 22 let na dráze 2014 v běhu na 1 500 m získala zlato. Na ME 2014 nepostoupila do finále.
V roce 2018 startovala na mistrovství Evropy v Berlíně, v závodě na 1500 metrů doběhla desátá.
Na Olympijských hrách v Tokiu dne 4. srpna 2021 v semifinále běhu na 1500 metrů skončila s časem 4:03,70 na osmém místě a do finále nepostoupila, nicméně tento čas znamenal zlepšení jejího osobního rekordu o 1,79 sekundy.